# غيل (ماساتشوستس)
غيل (بالإنجليزية: Gill, Massachusetts)‏ هي بلدة أمريكية تقع في الولايات المتحدة في مقاطعة فرانكلين (ماساتشوستس). يقدر عدد سكانها بـ 1,500 نسمة ومساحتها 38.3 كم2 وترتفع عن سطح البحر 85 متر.

## أعلام
- إي. ستيفنز هنري